# Муса, Талеб
Талеб Мусса (араб. طالب موسى‎; род. 1 июля 1978, Дубай) — шахматист Объединённых Арабских Эмиратов, гроссмейстер (2004).
Чемпион ОАЕ (2001 и 2003).
Многократный участник различных соревнований в составе национальной сборной по шахматам:
- 4 олимпиады (1992—1996, 2000). В 2000 году, играя на резервной доске, завоевал золотую медаль в индивидуальном зачёте.
- 2 командных чемпионата Азии (1991, 1995).
- 2 командных чемпионата стран Совета сотрудничества арабских государств Персидского залива (2005—2006). Выиграл 2 серебряные медали в команде (2005, 2006) и 1 золотую медаль в индивидуальном зачёте (2006).
- 15-е Азиатские игры (2006) в г. Дохе[3].
- 11-е Панарабские игры (2007) в г. Каире.

В составе «Шахматного клуба Дубая» участник 2-х клубных чемпионатов среди арабских стран (2003, 2006).
Наивысшего рейтинга достиг 1 октября 2004 года, с отметкой 2517 пунктов занимал 1 позицию в рейтинг-листе эмиратских шахматистов.

## Спортивные результаты
| Год  | Город    | Турнир                        | + | − | = | Результат | Место |
| ---- | -------- | ----------------------------- | - | - | - | --------- | ----- |
| 1991 | Пинанг   | 9-й командный чемпионат Азии  | 2 | 3 | 1 | 2½ из 6   |       |
| 1992 | Манила   | 30-я Олимпиада                | 0 | 2 | 0 | 0 из 2    |       |
| 1994 | Москва   | 31-я Олимпиада                | 8 | 2 | 3 | 9½ из 13  |       |
| 1995 | Сингапур | 11-й командный чемпионат Азии | 3 | 3 | 3 | 4½ из 9   |       |
| 1996 | Ереван   | 32-я Олимпиада                | 4 | 4 | 5 | 6½ из 13  |       |
| 2000 | Стамбул  | 34-я Олимпиада                | 6 | 1 | 0 | 6 из 7    | 1     |

## Изменения рейтинга
| Графики недоступны из-за технических проблем. См. информацию на Фабрикаторе и на mediawiki.org. |